# Potentilla asturica
Potentilla asturica är en rosväxtart som beskrevs av Werner Hugo Paul Rothmaler. Potentilla asturica ingår i Fingerörtssläktet som ingår i familjen rosväxter. Inga underarter finns listade i Catalogue of Life.